# 尾上正男
尾上 正男（おのえ まさお、1905年1月4日 - 1999年5月16日）は、日本の国際政治学者、法学者、ソ連研究者。神戸大学名誉教授。

## 経歴
鹿児島県鹿児島市出身。1929年京都帝国大学法学部卒業。満州のハルピン学院や建国大学で教授を務める。終戦直前に現地召集され、戦後は5年間シベリア抑留された。
1951年より神戸大学法学部教授、1968年定年退官、名誉教授。同年より神戸学院大学法学部教授を務め、1974年から1980年までは学長も務めた。1989年退職。
1961年、「ソビエト外交史」で京都大学法学博士。1975年勲三等旭日中綬章受章。

## 著書
- 満州国基本法大綱 郁文社 1940
- ソヴィエトの外交政策 その理論と発展 創元社 1952
- ソ連の世界政策 1953（創元新書）
- ソビエト外交史 有信堂 1959
- 独ソ不可侵条約論 有信堂 1962
- 共産主義理論と平和共存政策 民主主義研究会 1963
- 国際関係論 有信堂 1970
- ソビエト外交史 第3 スターリンの臨戦外交政策 有信堂 1970
- 共産主義の虚像と実像 永田書房 1971
- 現代ソ連外交論覚書 晃洋書房 1976
- ソ連外交年表 上 晃洋書房 1981.5

## 共編著
- アジアの革命 高坂正堯・神谷不二共著 毎日新聞社 1966（アジア問題叢書）
- 政治学 晃洋書房 1972
- 政治学概説 晃洋書房 1978.4

## 翻訳
- 中国とソ連 ヘンリー・ウェイ 日本外政学会 1957
- ソ連とアメリカ / ヘンリー・L.ロバーツ 日本外政学会 1957

## 記念論集
- 現代外交の理論と歴史 尾上正男・武内辰治先生還暦記念論文集 関西外交史研究会編 有信堂 1971.11